# Daniel Lovitz
Daniel Lovitz, né le 27 août 1991 à Wyndmoor en Pennsylvanie, est un joueur américain de soccer. Il joue au poste d'arrière gauche avec le Nashville SC en MLS.

## Biographie
Le 16 janvier 2014, Daniel Lovitz est sélectionné par le Toronto FC en vingt-quatrième position du repêchage universitaire. Il reste trois saisons en Ontario où il passe 1387 minutes sur le terrain à différents postes.
Libéré par les Reds, Lovitz est invité pour un essai infructueux de 10 jours au Pays de Galles avec les Whitecaps de Vancouver en janvier 2017. Le mois suivant, il obtient un second essai, avec l'Impact de Montréal cette fois-ci. Il rejoint le groupe à St. Petersburg en Floride pour la deuxième partie de leur préparation. Lovitz signe avec  l'Impact de Montréal le 28 février 2017. En 2017, il dispute 28 matchs comme latéral gauche et est élu meilleur défenseur de la saison par l'Impact.
En 2019, Lovitz découvre la sélection américaine et souhaite quitter Montréal à l'issue de la saison. Par conséquent, il est échangé le 19 novembre contre de l'argent d'allocation et une place de joueur international au Nashville SC.

## Palmarès

### En club
Toronto FC
- Vainqueur du Championnat canadien en 2016
- Finaliste du Championnat canadien en 2014
- Finaliste de la Coupe MLS en 2016

 Impact de Montréal
- Vainqueur du Championnat canadien en 2019
- Finaliste du Championnat canadien en 2017

 Nashville SC
- Finaliste de la Leagues Cup en 2023

### En sélection
États-Unis
- Finaliste de la Gold Cup en 2019

## Statistiques
| Saison                | Club                             | Championnat           | Championnat | Championnat | Coupe(s) nationale(s) | Coupe(s) nationale(s) | Compétition(s) continentale(s) | Compétition(s) continentale(s) | Compétition(s) continentale(s) | Séries | Séries | États-Unis | États-Unis | Total | Total |
| Saison                | Club                             | Division              | M.          | B.          | M.                    | B.                    | Comp.                          | M.                             | B.                             | M.     | B.     | M.         | B.         | M.    | B.    |
| 2014                  | Toronto FC                       | MLS                   | 18          | 0           | 3                     | 0                     | -                              | -                              | -                              | -      | -      | -          | -          | 21    | 0     |
| 2014                  | Hammerheads de Wilmington (prêt) | USL Pro               | 5           | 1           | -                     | -                     | -                              | -                              | -                              | -      | -      | -          | -          | 5     | 1     |
| 2015                  | Toronto FC                       | MLS                   | 11          | 0           | 1                     | 0                     | -                              | -                              | -                              | 0      | 0      | -          | -          | 12    | 0     |
| 2016                  | Toronto FC                       | MLS                   | 12          | 0           | 2                     | 0                     | -                              | -                              | -                              | 0      | 0      | -          | -          | 14    | 0     |
| Sous-total            | Sous-total                       | Sous-total            | 41          | 0           | 6                     | 0                     | -                              | -                              | -                              | -      | -      | -          | -          | 47    | 0     |
| 2017                  | Impact de Montréal               | MLS                   | 25          | 0           | 3                     | 0                     | -                              | -                              | -                              | -      | -      | -          | -          | 28    | 0     |
| 2018                  | Impact de Montréal               | MLS                   | 31          | 1           | 2                     | 0                     | -                              | -                              | -                              | -      | -      | -          | -          | 33    | 1     |
| 2019                  | Impact de Montréal               | MLS                   | 28          | 0           | 2                     | 0                     | -                              | -                              | -                              | -      | -      | 13         | 0          | 43    | 0     |
| Sous-total            | Sous-total                       | Sous-total            | 84          | 1           | 7                     | 0                     | -                              | -                              | -                              | -      | -      | 13         | 0          | 104   | 1     |
| 2020                  | Nashville SC                     | MLS                   | 21          | 1           | -                     | -                     | -                              | -                              | -                              | 3      | 0      | -          | -          | 24    | 1     |
| 2021                  | Nashville SC                     | MLS                   | 27          | 0           | -                     | -                     | -                              | -                              | -                              | 2      | 0      | -          | -          | 29    | 0     |
| 2022                  | Nashville SC                     | MLS                   | 31          | 1           | 3                     | 0                     | -                              | -                              | -                              | 1      | 0      | -          | -          | 35    | 1     |
| 2023                  | Nashville SC                     | MLS                   | 23          | 0           | 2                     | 0                     | LCup                           | 0                              | 0                              | -      | -      | -          | -          | 25    | 0     |
| Sous-total            | Sous-total                       | Sous-total            | 102         | 2           | 5                     | 0                     | -                              | 0                              | 0                              | 6      | 0      | -          | -          | 113   | 2     |
| Total sur la carrière | Total sur la carrière            | Total sur la carrière | 232         | 4           | 18                    | 0                     | -                              | 0                              | 0                              | 6      | 0      | 13         | 0          | 269   | 4     |